# Maria Malibran
Maria Marietta Felicia García Sitches por. Malibran, španska operna pevka, mezzosopranistka, * 24. marec 1808, Pariz, Francija, † 23. september 1836, Manchester.
Maria Malibran slovi kot ena izmed najpomembnejših opernih pevk z začetka 19. stoletja.

## Življenje
Njen oče je bil slavni tenorist Manuel Garcia. Bila je izredno nadarjena, saj se je poleg petja ukvarjala s slikarstvom, komponiranjem, igrala je na harfo, kitaro, klavir, govorila je pet jezikov. Bila je tudi zelo lepa, očarljiva, zato so jo vedno obdajali občudovalci. Ker je bil njen oče neizprosen tiranski učitelj in je brez odmora s petjem in disciplino mučil sebe in svojo hčer, se je v New Yorku poročila s francoskim bankirjem Evgenom Malibranom. Vendar zakon ni bil uspešen, zato se je pri devetnajstih ločila. Nato je pela v Parizu in Londonu, kjer je doživljala velike uspehe. Bila je pevska tekmica sopranistke Giuditte Paste. V Londonu je spoznala Bellinija, v čigar operah (Mesečnica in Capuleti in Montegi) je žela uspehe. Skladatelj se je vanjo zaljubil, a ga je zavrnila. Za njen glas je celo priredil vlogo Elvire v operi Puritanci. 
Umrla je po nesrečnem padcu s konja.

## Vloge
Maria Malibran je poustvarila vrsto glavnih vlog v Rossinijevih operah — Tancredi, Otello, Turek v Italiji, Pepelka in Semiramide. Skladatelj Gaetano Donizetti je zanjo spisal glavno vlogo v operi Maria Stuart, Giacomo Meyerbeer pa v Križarjih v Egiptu.
1. 1 2  data.bnf.fr: platforma za odprte podatke — 2011.
2. 1 2  Encyclopædia Britannica
3. ↑  Record #118781421 // Gemeinsame Normdatei — 2012—2016.
4. 1 2  Archivio Storico Ricordi — 1808.